# حامد یزدیان
حامد یزدیان (زادهٔ ۱۳۵۷) نماینده  حوزه انتخابیه اصفهان و ورزنه در مجلس شورای اسلامی است. وی موفق شد در دوازدهمین انتخابات مجلس شورای اسلامی که در تاریخ ۱۱ اسفند ۱۴۰۲ برگزار شد، با کسب ۹۷ هزار و ۳۹۸ رأی، از حوزه انتخابیه اصفهان و ورزنه انتخاب و به مجلس راه یابد.
وی دارای مدرک کارشناسی مهندسی عمران از دانشگاه صنعتی اصفهان، کارشناسی ارشد مهندسی عمران آب از دانشگاه تهران و دکتری مدیریت منابع آب از دانشگاه تهران است و به‌عنوان عضو هیئت علمی گروه مهندسی عمران دانشگاه اصفهان فعالیت می‌کند.